# Voiture EuroCity
Les voitures EuroCity sont des voitures de chemin de fer destinées aux liaisons internationales « EuroCity ».

## Suisse

### Explication
Dans les années 1989-1995, les CFF disposent d'un grand nombre de véhicules pour ses services EuroCity avec les 1 980 Bpm RIC et les VU IV. Les deux types de voiture ont la même caisse avec dix fenêtres entre des portes louvoyantes-coulissantes situées en extrémité de caisse. Ses dimensions sont cohérentes avec le standard UIC-Z1. Le toit rappelle celui des voitures Corail françaises. Les couleurs en deux tons de gris avec des bandes intermédiaires ont déjà été utilisées pour l'EuroCity TEE. La bande de peinture claire de l'Eurofima a été maintenue. La zone blanche au-dessus de la bande de suivi a été tenue dans l'ombre. Les voitures de première comme de deuxième classe sont à couloir central, avec sièges en vis-à-vis.
Ces voitures sont autorisées RIC et peuvent circuler à la vitesse maximale de 200 km/h. Au total, 70 Apm et 155 Bpm ont été fournies.
Les magazines étrangers utilisent parfois la dénomination erronée de « VU V ». Mais elles appartiennent de par leur construction au même groupe que les Bt IC ou les VU IV.

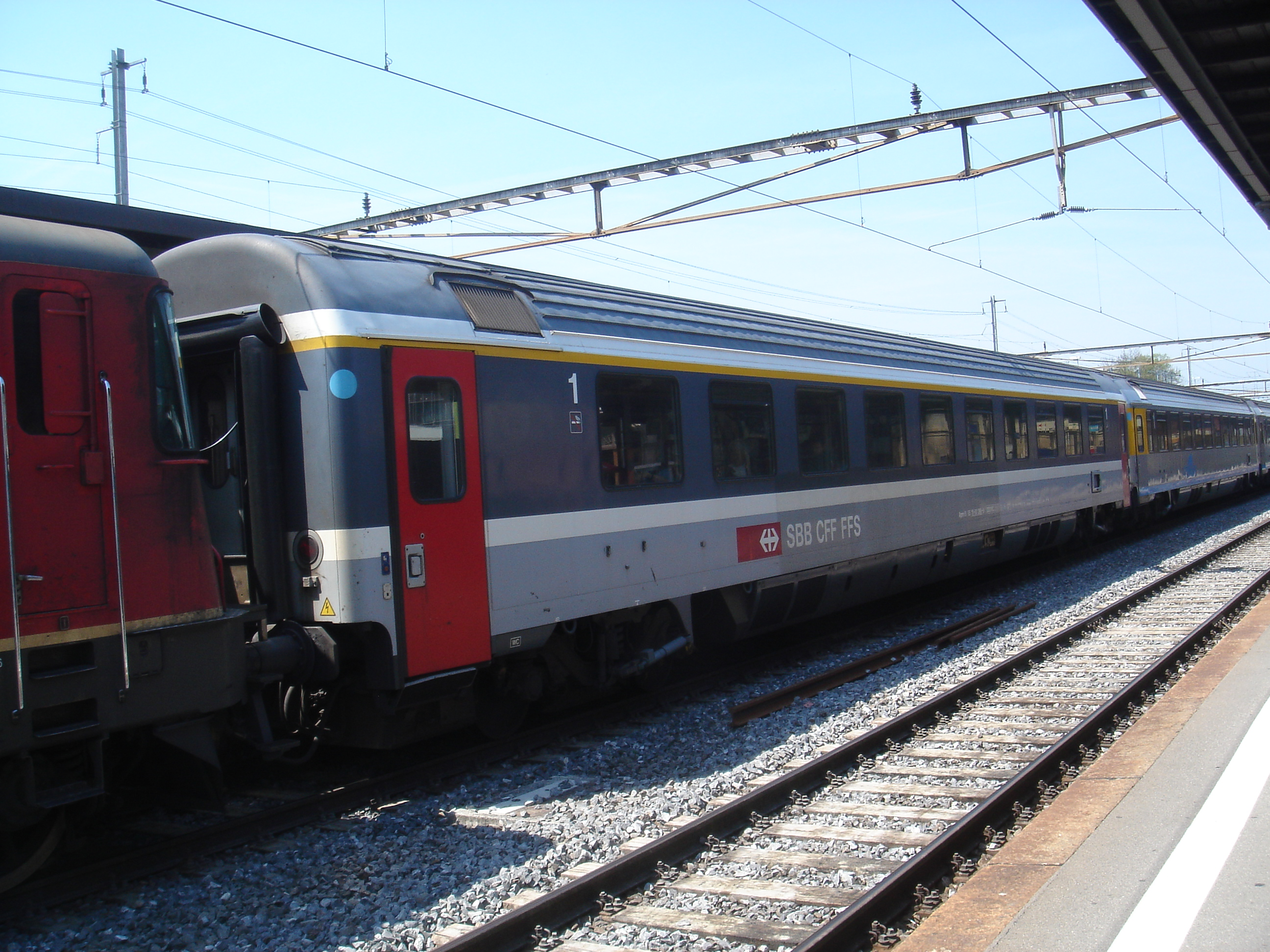
Apm EC avec toilette à circuit fermé.

### Deuxième livraison
À partir de la deuxième livraison, les voitures seront munies de toilettes à circuit fermé, de places pour fauteuils roulants, ainsi que des pictogrammes carrés rouges aux coins des voitures. Les 16 premières de ces 115 voitures (240-255) ont été munies de place pour vélos. Elles sont reconnaissables à leurs grands pictogrammes extérieurs. Certaines voitures sont déjà équipées de toilettes à circuit fermé.
En février 2008, le conseil d'administration des CFF, décide de moderniser les 236 voitures EuroCity (70 Apm, 12 voitures panoramiques, 154 Bpm) à partir de 2009 pour 137 millions de francs suisses et de moderniser l'accès pour les personnes à mobilité réduite. Dans les voitures, on trouvera des toilettes en circuit fermé et des prises de courant.
En 2009, les voitures qui ne l'étaient pas encore sont climatisées.

### Voitures Cisalpino
Une partie d'entre elles (Apm 251-260 et Bpm 309-328) ont été repeintes en livrée Cisalpino comme les voitures italiennes, mais restent la propriété des CFF.

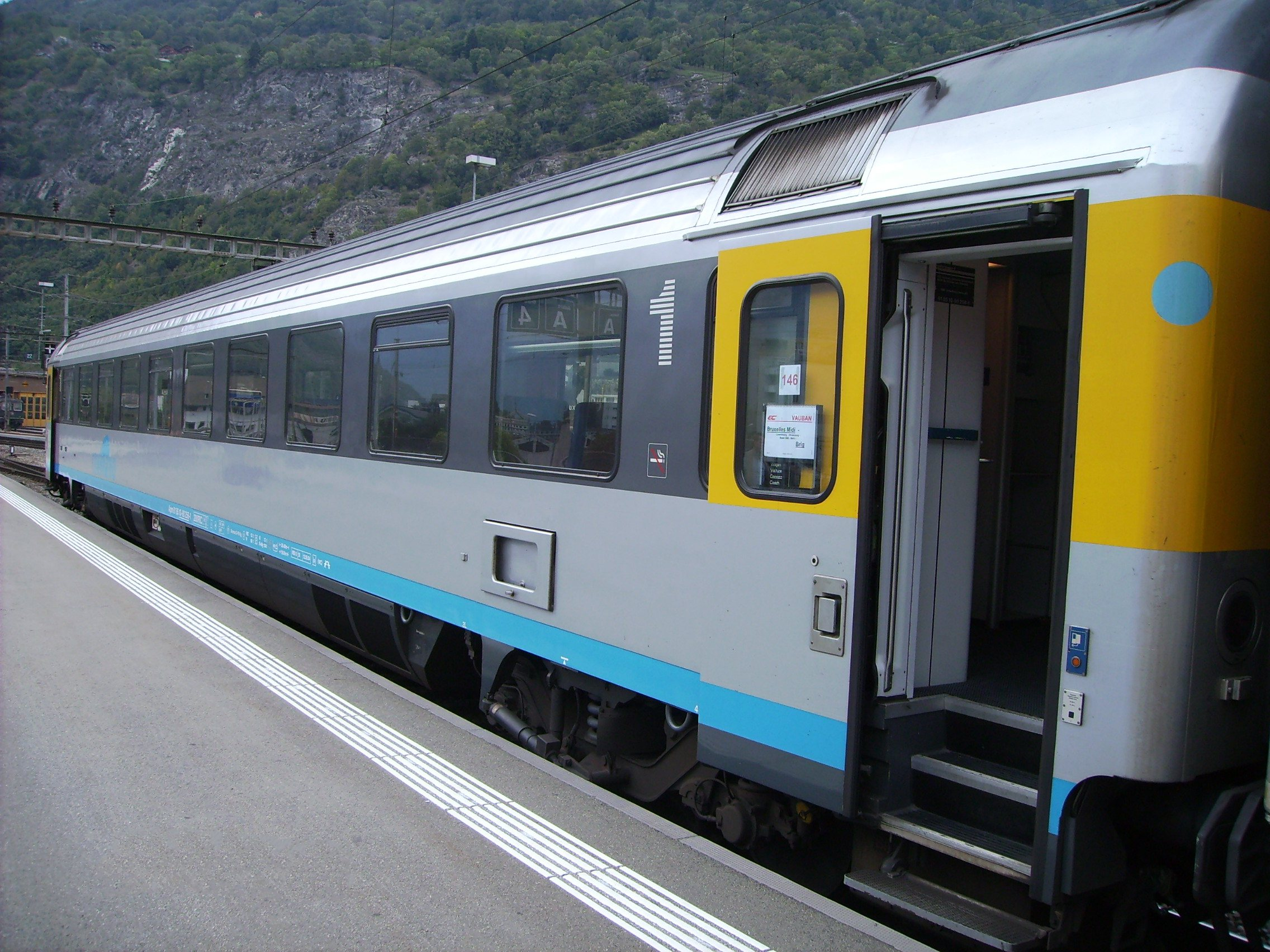
Apm EC avec toilette à circuit fermé.